# Mediodactylus bartoni
Mediodactylus bartoni es una especie de geco del género Mediodactylus, familia Gekkonidae, orden Squamata. Fue descrita científicamente por Stepánek en 1934.

## Descripción
Posee dos conjuntos de crestas en la parte inferior de la cola. Especie muy solitaria encontrada a altitudes de hasta 1500 metros.

## Distribución
Se distribuye por Grecia.